# Maryszki
Maryszki (niem. Marienwalde) – osada w Polsce położona w województwie warmińsko-mazurskim, w powiecie węgorzewskim, w gminie Budry, sołectwo Olszewo Węgorzewskie.
W latach 1975–1998 miejscowość administracyjnie należała do województwa suwalskiego.

## Historia
W Maryszkach urodził się Walter von Sanden-Guja (1888-1972).